# Namazgjahu-Moschee

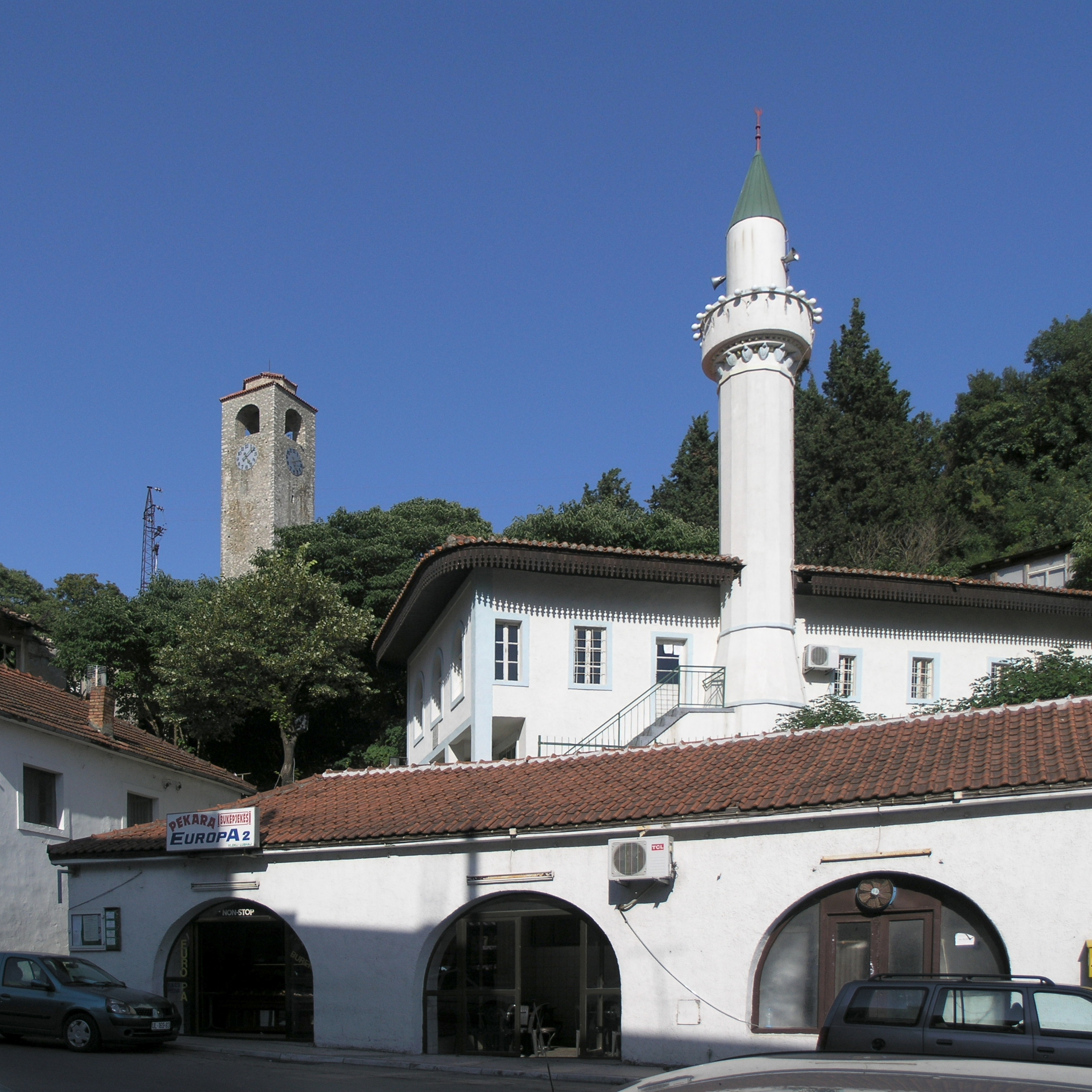
Namazghaju-Moschee

Die Namazgjahu-Moschee (albanisch Xhamia e Namazgjahut), auch Große Moschee (Xhamia e Madhe), Xhamia e Mezgjahut oder Basar-Moschee (Xhamia e Pazarit), ist eine der sechs noch heute als religiöse Gebetsstätten genutzten Moscheen in der montenegrinischen Hafenstadt Ulcinj und zugleich deren größte.
Das islamische Gotteshaus wurde im Jahre 1728 von Suleiman Mujali aus Ulcinj errichtet. Die Namazgjahu-Moschee hat ein Minarett und wurde entsprechend der osmanischen Architektur des 18. Jahrhunderts errichtet. Neben der Moschee befand sich eine Medrese. Der Name leitet sich vom türkischen Wort namazgâh ab, das Gebetsort bedeutet.
Die Freitags-Chutbe der Moschee wird in den Sprachen albanisch und Arabisch gehalten. Die Fassade der Namazgjahu-Moschee wird seit 2011 restauriert.